# 早矢塚かつや
早矢塚かつや（はやづか かつや、1988年4月15日 - ）は、日本の小説家（ライトノベル作家）。東京都出身。

## 略歴
2006年、東京都立八王子東高等学校在学中にMF文庫Jライトノベル新人賞（メディアファクトリー主催）へ投稿した「World's tale 〜a girl meets the boy〜」で佳作を受賞。そして、同作品を改題した「悠久展望台のカイ」（MF文庫J）でデビュー。
2006年5月時点のプロフィールでは「大学受験戦争に徴兵された」と有り、以後は新作発表が途絶えていたが、2008年5月刊行の「死神ナッツと絶交デイズ」あとがきにおいて「戦争は終結しました」と宣言。法政大学社会学部に入学。大学では田中優子ゼミに所属していたが、金原瑞人ゼミにも毎回顔を出し、合宿にも参加していたという。
2009年、一迅社文庫で新作を刊行。MF文庫Jライトノベル新人賞出身者としては初めて、メディアファクトリー以外の出版社で新作を発表した作家となった。

## 作品リスト

### 小説
- 悠久展望台のカイ（2006年7月 MF文庫J）
- 死神ナッツと絶交デイズ（2008年5月 MF文庫J）
- 文芸部発マイソロジー（2009年6月 - 2010年3月 一迅社文庫 全3巻）
- 白鷺このはにその気はない！（2010年7月 一迅社文庫）
- 名門校の女子生徒会長がアブドゥル＝アルハザードのネクロノミコンを読んだら（2011年1月 一迅社文庫）
- これからの正義の話をしよっ☆（2011年8月 一迅社文庫）
- 閃弾の天魔穹（2012年8月 一迅社文庫）
- 竜魔杖のコンダクター（2013年3月 - 6月 角川スニーカー文庫 全2巻）
- 閃烈の神なる御手（2013年7月 - 11月 一迅社文庫 全2巻）
- 銀翼の魔戦鎧（2014年4月 一迅社文庫）
- 黙って私の騎士になれ！ 忠誠の証は初めてのキス？（2014年11月 一迅社文庫）
- うちの巫女が一番かわいい！（2015年6月 一迅社文庫）
- WEB小説家になろうよ。（2015年9月 ダッシュエックス文庫）
- 千の魔刃と神鏡の聖騎士（2016年8月 一迅社文庫）
- 浮気は恥だが役に立つ ハイエルフ嫁の嫉妬は100年単位（2019年3月 ダッシュエックス文庫）
- 双月のエクス・リブリス（2019年12月 ダッシュエックス文庫）

### 脚本
- 恋する魔弾と戦姫のアカデミア 〜Another Story of the Lord Marksman and Vanadis〜